# David Fullerton Robison
David Fullerton Robison (* 28. Mai 1816 bei Greencastle, Franklin County, Pennsylvania; † 24. Juni 1859 in Chambersburg,  Pennsylvania) war ein US-amerikanischer Politiker. Zwischen 1855 und 1857 vertrat er den Bundesstaat Pennsylvania im US-Repräsentantenhaus.

## Werdegang
David Robison war der Neffe des Kongressabgeordneten David Fullerton (1772–1843). Er besuchte die öffentlichen Schulen seiner Heimat und unterrichtete danach selbst für einige Zeit als Lehrer. Nach einem anschließenden Jurastudium und seiner 1843 erfolgten Zulassung als Rechtsanwalt begann er in Chambersburg in diesem Beruf zu arbeiten. Bei den Kongresswahlen des Jahres 1854 wurde er als Kandidat der kurzlebigen Opposition Party im 17. Wahlbezirk von Pennsylvania in das US-Repräsentantenhaus in Washington, D.C. gewählt, wo er am 4. März 1855 die Nachfolge von Samuel Lyon Russell antrat. Da er im Jahr 1856 auf eine weitere Kandidatur verzichtete, konnte er bis zum 3. März 1857 nur eine Legislaturperiode im Kongress absolvieren. Diese war von den Ereignissen im Vorfeld des Bürgerkrieges geprägt.
Nach dem Ende seiner Zeit im US-Repräsentantenhaus praktizierte David Robison wieder als Anwalt. Er starb am 24. Juni 1859 in Chambersburg. Vermutlich zog er sich seine tödliche Krankheit durch eine Lebensmittelvergiftung im National Hotel in Washington zu. Ende Februar 1857 hatte er dort an einem Abendessen zu Ehren des gewählten Präsidenten James Buchanan teilgenommen. Anschließend erkrankten viele der Teilnehmer. Auch Buchanan war betroffen. Dadurch hätte er beinahe nicht an seiner Amtseinführung am 4. März 1857 teilnehmen können. Unter anderem starb John A. Quitman, ein Kongressabgeordneter aus Mississippi, an der Vergiftung. Auch Robison erlag wahrscheinlich deren Spätfolgen.